# 马里乌斯·勒克图什
马里乌斯·勒克图什（羅馬尼亞語：Marius Lăcătuș，1964年4月5日—），罗马尼亚男子足球运动员，司职前锋。他曾代表罗马尼亚参加1990年和1998年国际足联世界杯。他也曾入选1996年欧洲足球锦标赛参赛名单。